# Вежа Мендоса

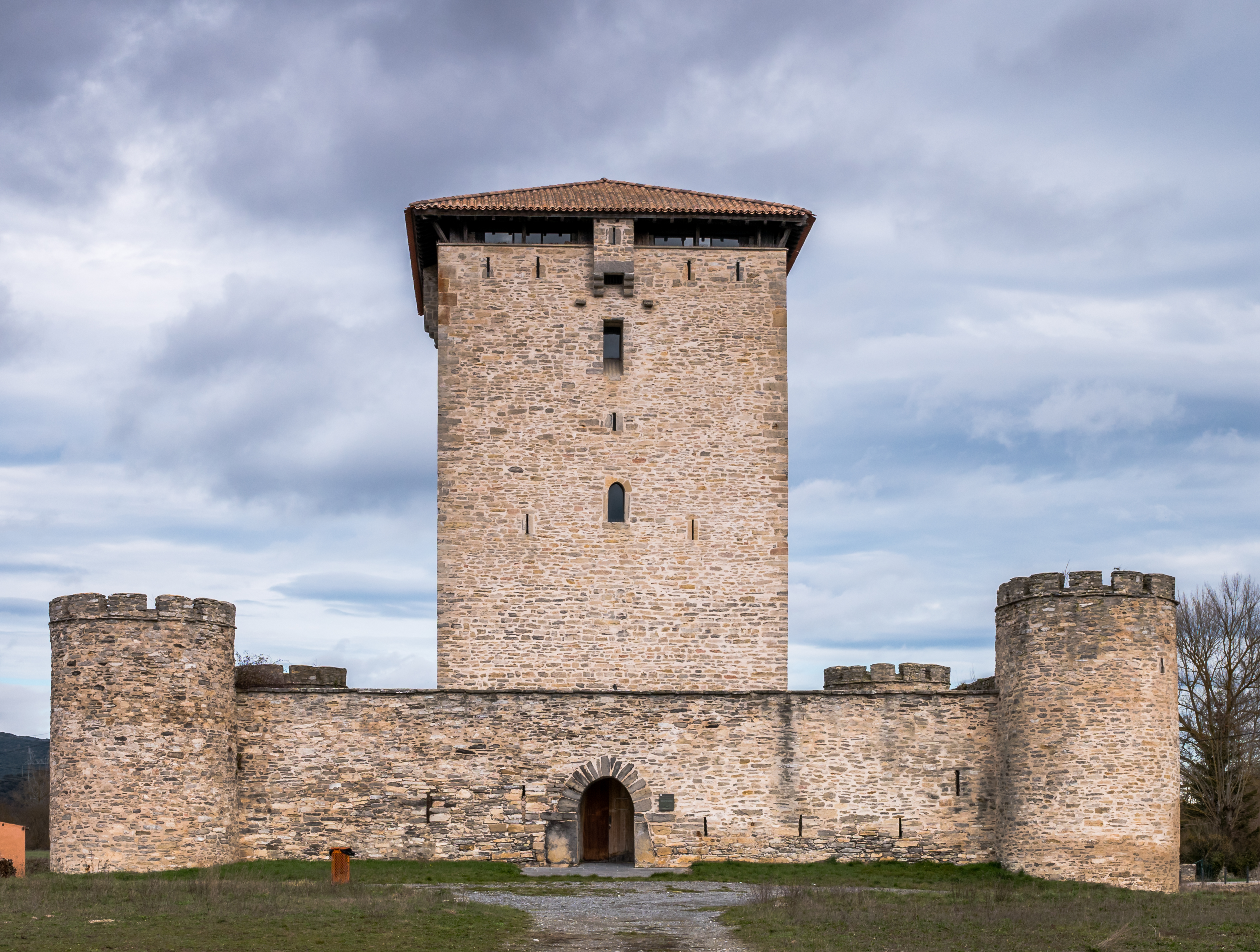

Вежа Мендоса (ісп. Torre de Mendoza, баск. Mendoza dorretxea) — вежа, розташована у місті Віторія, Іспанія. У 1984 році її було оголошено культурною пам'яткою Bien de Interés. Вежа розташована між дорогами Старої Кастилії та річкою Ебро. Вежа Мендоса — укріплена вежа, розташована в селі Мендоса, поблизу Віторія-Гастейс (Алава, Паїс-Васко, Іспанія). Вона була побудована в тринадцятому столітті як резиденція дому Мендоса.

## Історія
Члени дому Мендоса поступили на службу Кастильського королівства під час правління Альфонсо XI (1312-1350). Алава — одна з баскських територій, що входять до складу кастильської монархії з юрисдикцією. До того, як Мендоса увійшла до Кастилії, Алава була полем битви, на якому знатні родини вирішували свої конфлікти протягом поколінь. У 1332 році Мендоса вже кілька разів билися з Геварою. Після того, як цей замок увійшов до Кастилії, ці конфлікти припинилися. Іньїго Лопес де Мендоса побудував вежу Мендоса на початку 13 століття. Він брав участь у битві при Навас-де-Толоса в 1212 році і за те, що сприяв прориву облоги ланцюгів, які охороняли крамницю Альмохаде, Мухаммед ан-Насір (Мірамамоліна) (1199-1213), додав до свого гербу ланцюги. Герцоги Інфантадо володіли вежою Мендоса до її продажу в 1856 році Вікторіану Бруно Мартінесу з Арагону та Фернандесу де Гамбоа.
Протягом 50 років вежа була у володінні Diputación Foral de Álava і містила у собі Музей геральдики Алава з колекцією середньовічних щитів і одягу та інформацією про геральдику Алава. 15 грудня 2012 року його повернули власникам, оскільки він не відповідає вимогам доступності для музею.

## Опис
Вежа виділяється з решти замку. Стіна оточує будівлю з чотирма круглими вежами по краям. Вежа має п'ять поверхів: нульовий та перший поверхи дерев'яні, а у трьох інших є отвори для оборони. Верхній поверх має дах, щоб вода не потрапляла в замок.
Зараз у замку є кімната, де зберігаються щити найважливіших родин Алави.